# Катричев
Ка́тричев — посёлок в Быковском районе Волгоградской области России, единственный населённый пункт и административный центр Урало-Ахтубинского сельского поселения.

## История
Основан в 1890 году. Первоначально на территории поселка был вырыт колодец, которым пользовались солевозы, возившие соль с Эльтона и Баскунчака на пристань Быковы хутора. Летом 1890 года возле колодца поселилась семья Шиповских – Ивана и Катри (Екатерины), ставшие основателями хутора.
В 1925 году решением сельского схода был создан Урало-Ахтубинский сельсовет, по его решениям стали строиться начальные школы, магазины, в том числе и в самом хуторе Катричев. В 1927 году на территории совета располагалось уже пятьсот с лишним дворов. В 1928 году Катричев включён в состав Дубовского района Сталинградского округа Нижне-Волжского края. Позднее передан в состав Пролейского района (с 1959 года - Приморский район).
В октябре 1929 года образован колхоз "Уральская долина", затем он был разделён на колхозы имени Чкалова и имени Орджоникидзе. В 1951 году колхозы были объединены в колхоз "Путь к коммунизму".
В 1963 году хутор Катричев в связи с упразднением Приморского района включён в состав Среднеахтубинского района. В 1965 году передан в состав Быковского района Волгоградской области.

## География
Посёлок расположен в Заволжье. Районный центр — рабочий посёлок Быково, расположен в 42 километрах северо-западнее, по трассе путь составляет около 70 км. В 25 километрах восточнее посёлка проходит трасса Р226. Примерно в 35 километрах восточнее посёлка находится озеро Булухта.

## Население
По данным Всероссийской переписи населения 2010 года в селе посёлке проживало 1897 человек (885 мужчин и 1012 женщин).
По оценке Росстата на 1 января 2012 года население посёлка составило 1846 человек.
| 2010  | 2012  | 2013  | 2014  | 2015  | 2016  | 2017  |
| ----- | ----- | ----- | ----- | ----- | ----- | ----- |
| 1897  | ↘1846 | ↘1814 | ↘1768 | ↘1752 | ↘1751 | ↘1728 |
| 2018  | 2019  | 2020  | 2021  |       |       |       |
| ↘1691 | ↘1657 | ↘1632 | ↘1579 |       |       |       |

## Инфраструктура
В посёлке есть магазины, учреждение здравоохранения, детский сад и Урало-Ахтубинская средняя общеобразовательная школа, отделение почтовой связи 404073.
Село газифицировано, есть центральное отопление.

## Известные жители
В посёлке родилась Мария Ускова — советский разведчик, герой обороны Сталинграда. При выполнении очередного задания схвачена и повешена немцами вместе с Сашей Филипповым.